# Moorswater
Moorswater – wieś w Anglii, w Kornwalii. Leży 84 km na północny wschód od miasta Penzance i 328 km na zachód od Londynu.